# کا کشتی‌دم
کا کشتی‌دم یک ستاره است که در صورت فلکی کشتی‌دم قرار دارد.